# Herrarnas spelartrupper i handboll vid olympiska sommarspelen 2008
Nedan listas herrarnas spelartrupper i handboll vid olympiska sommarspelen 2008, samtliga åldrar och klubbar är vid tidpunkten för invigningen av de olympiska sommarspelen 2012 (8 augusti 2008).
| Innehållsförteckning | Innehållsförteckning | Innehållsförteckning | Innehållsförteckning |
| -------------------- | -------------------- | -------------------- | -------------------- |
| Brasilien            | Danmark              | Egypten              | Frankrike            |
| Island               | Kina                 | Kroatien             | Polen                |
| Ryssland             | Spanien              | Sydkorea             | Tyskland             |

## Grupp B

### Ryssland
Coach: Vladimir Maksimov
| Nr | Pos. | Namn                   | Födelsedatum (ålder)     | Klubb                   |
| -- | ---- | ---------------------- | ------------------------ | ----------------------- |
| 1  | MV   | Oleg Grams             | 20 februari 1984 (24 år) | GK Tjechovskije Medvedi |
| 2  | MB   | Vasily Filippov        | 18 januari 1981 (27 år)  | GK Tjechovskije Medvedi |
| 6  | HB   | Denis Krivosjlykov     | 10 maj 1971 (37 år)      | CB Ademar León          |
| 8  | P    | Egor Evdokimov         | 9 mars 1982 (26 år)      | GK Tjechovskije Medvedi |
| 10 | P    | Alexander Chernoivanov | 13 februari 1979 (29 år) | GK Tjechovskije Medvedi |
| 15 | VB   | Aleksej Rastvortsev    | 12 augusti 1978 (29 år)  | GK Tjechovskije Medvedi |
| 16 | MV   | Alexey Kostygov        | 5 juli 1973 (35 år)      | GK Tjechovskije Medvedi |
| 17 | HB   | Alexey Kamanin         | 6 juni 1978 (30 år)      | GK Tjechovskije Medvedi |
| 19 | VB   | Samvel Aslanyan        | 23 februari 1986 (22 år) | GK Tjechovskije Medvedi |
| 23 | VY   | Eduard Koksjarov       | 4 december 1975 (32 år)  | Celje Pivovarna Laško   |
| 25 | HY   | Dmitry Kovalev         | 15 maj 1982 (26 år)      | GK Tjechovskije Medvedi |
| 31 | VY   | Timur Dibirov          | 30 juli 1983 (25 år)     | GK Tjechovskije Medvedi |
| 35 | HB   | Konstantin Igropulo    | 14 april 1985 (23 år)    | GK Tjechovskije Medvedi |
| 77 | MB   | Vitalij Ivanov         | 3 februari 1976 (32 år)  | GK Tjechovskije Medvedi |

### Island
Coach: Guðmundur Guðmundsson
| Nr | Pos. | Namn                     | Födelsedatum (ålder)     | Klubb                  |
| -- | ---- | ------------------------ | ------------------------ | ---------------------- |
| 1  | MV   | Björgvin Páll Gústavsson | 24 maj 1985 (23 år)      | TV Bittenfeld          |
| 3  | VB   | Logi Eldon Geirsson      | 10 oktober 1982 (25 år)  | TBV Lemgo              |
| 5  | P    | Sigfús Sigurðsson        | 7 maj 1975 (33 år)       | Valur Reykjavik        |
| 6  | HB   | Ásgeir Örn Hallgrímsson  | 17 februari 1984 (24 år) | GOG Svendborg          |
| 7  | VB   | Arnór Atlason            | 23 juli 1984 (24 år)     | FCK Handball           |
| 9  | VB   | Guðjón Valur Sigurðsson  | 8 augusti 1979 (29 år)   | VfL Gummersbach        |
| 10 | MB   | Snorri Guðjónsson        | 17 oktober 1981 (26 år)  | GOG Svendborg          |
| 11 | HB   | Ólafur Stefánsson        | 3 juli 1973 (35 år)      | BM Ciudad Real         |
| 14 | VY   | Sturla Ásgeirsson        | 20 juli 1980 (28 år)     | Aarhus GF Håndbold     |
| 15 | HY   | Alexander Petersson      | 2 juli 1980 (28 år)      | SG Flensburg-Handewitt |
| 16 | MV   | Hreiðar Guðmundsson      | 29 november 1980 (27 år) | IK Sävehof             |
| 17 | P    | Sverre Andreas Jakobsson | 8 februari 1977 (31 år)  | HK Kopavogur           |
| 18 | P    | Róbert Gunnarsson        | 22 maj 1980 (28 år)      | VfL Gummersbach        |
| 19 | VB   | Ingimundur Ingimundarson | 29 januari 1980 (28 år)  | Elverum Håndball       |